# Wera Liessem
Pour les articles homonymes, voir Liessem.
 (juin 2020).
Si vous disposez d'ouvrages ou d'articles de référence ou si vous connaissez des sites web de qualité traitant du thème abordé ici, merci de compléter l'article en donnant les références utiles à sa vérifiabilité et en les liant à la section « Notes et références ».
Wera Liessem, née le 23 avril 1909 à Altona (Empire allemand) et morte le 11 septembre 1991 à Hollywood (Californie), est une actrice et dramaturge allemande.

## Filmographie

### Au cinéma
- 1932 : Die elf Schill'schen Offiziere de Rudolf Meinert
- 1932 : Eine von uns
- 1932 : Nous les mères (Das erste Recht des Kindes) de Fritz Wendhausen
- 1932 : Husarenliebe : Ursula Knax
- 1932 : Strich durch die Rechnung (de)
- 1933 : Das 13. Weltwunder
- 1933 : Le Testament du docteur Mabuse (Das Testament des Dr. Mabuse) : Lilli
- 1933 : S.A.-Mann Brand : Anni Baumann
- 1933 : Zwei im Sonnenschein : Olly, Kunstmalerin
- 1934 : Das verlorene Tal : Lisa Amann
- 1934 : Zwischen Himmel und Erde : Lily, seine Tochter
- 1935 : Das Mädchen Johanna : Mädchen aus dem Volk